# Sparkasse der Stadt Kitzbühel
Die Sparkasse Kitzbühel ist ein Tiroler Bankunternehmen mit Sitz in Kitzbühel. Es wurde 1899 als Gemeindesparkasse gegründet. Die Sparkasse ist Mitglied des Kooperations- und Haftungsverbundes der österreichischen Sparkassen und des österreichischen Sparkassenverbandes.

## Unternehmensgeschichte
Am 1. Dezember 1899 nahm die Sparkasse der Stadtgemeinde Kitzbühel in einem Geschäftslokal im Magistratsgebäude ihren Betrieb auf, nachdem eine Genehmigung des Tiroler Landtages und der k. k. Statthalterei erfolgte. Zweimal pro Woche stand die Stadtsparkasse den Kunden für ihre Geldgeschäfte zur Verfügung. 1912 stiegen die Gesamteinlagen von 460.000 auf 2.675.000 Kronen. Der bis zum Jahre 1912 abgehaltene Sonntagsdienst wurde eingestellt und die Schalter der Sparkasse täglich geöffnet. 1920 betrug der Einlagenstand aufgrund der hohen Inflation bereits 2,6 Milliarden Kronen. 1925 kam es zur Einführung der Schillingwährung mit einem Umtauschverhältnis von 10.000 Papierkronen zu 1 Schilling. Die Sparkasse kam 1928 durch die Einführung des Geldwechsels und des Scheckverkehrs den Anforderungen der in- und ausländischen Besucher des berühmten Wintersportortes und Sommerkurortes entgegen. Dadurch wurde auch ein Umzug in ein größeres Geschäftslokal notwendig. Im neuerbauten Beranekhaus wurde der geeignete Platz gefunden. 1936 wurden nach dem Erwerb von zwei Häusern in der Hinterstadt neben dem Rathaus neue Geschäftsräume eingerichtet.
1938 wurde die erste Zweigstelle in einem 25 m² kleinen Raum des Gasthofes „Bären“ in St. Johann in Tirol errichtet. Durch die Konsolidierung der Wirtschaft nach dem Zweiten Weltkrieg stieg ab 1959 allmählich auch wieder das Vertrauen der Bevölkerung in den Schilling. Der Einlagenstand stieg sprunghaft an. Auch für gute Devisen- und Valutengeschäfte war aufgrund des zunehmenden Fremdenverkehrs gesorgt. 1962 etablierte sich die Sparkasse nach der Eröffnung der Hauptgeschäftsstelle in der Vorderstadt in der am meisten frequentierten Geschäftsstraße Kitzbühels. Weitere Expansionen erfolgten 1970 mit der Eröffnung einer Filiale in Kirchberg, 1978 in Fieberbrunn, 1979 in Westendorf, 1984 in Hopfgarten im Brixental und Kössen sowie 1991 in Brixen im Thale.
Im Oktober 1996 wurde die Sparkasse der Stadt Kitzbühel mit dem Austria Gütezeichen zum österreichischen Musterbetrieb für ihre hervorragende Service- und Beratungstätigkeit ausgezeichnet. Im November 2000 wurde nach Fertigstellung des Umbaues des Schalterbereiches in der Bahnhofstraße der neue Kundenbereich eröffnet. Im Folgemonat wurde das neu geschaffene Vorsorge- und Vermögenszentrum s-Capital eröffnet (seit 2019: Private Banking).
Die neu errichtete Geschäftsstelle an der Kaiserstraße 36 in St. Johann in Tirol nahm im November 2004 ihren Betrieb auf. Sie liegt im Einzugsgebiet der „Einkaufsmeile“ entlang der Salzburger Straße. Das Gebäude ist ein Mix aus dem revitalisierten Kratzerbäck-Bauernhof, dessen Grundmauern im 17. Jahrhundert gelegt wurden, und einem modernen Anbau.
Das neu errichtete Business Center in Kitzbühel (Bahnhofstraße, gegenüber der Zentrale) wurde 2008 fertiggestellt.

## Gemeinnützige Projekte
1960 überreichte die Sparkasse anlässlich ihres 60-jährigen Bestandsjubiläums der Stadtgemeinde Kitzbühel eine beträchtliche Summe für den Bau des neuen Krankenhauses. Im Jahr 1971 erfolgte anlässlich der 700-Jahr-Feier von Kitzbühel die Stiftung des Stadtbrunnes in der Hinterstadt. Anlässlich des 750-Jahr Jubiläum im Jahr 2021 übernimmt die Sparkasse die Kosten für die aufwendige Renovierung und Ergänzung der steinernen Bodenmosaike vor der Filiale Vorderstadt mit den Wappen der Stadt Kitzbühel und seiner Partnerstädte Greenwich (USA), Yamagata, Sun Valley, Sterzing, Rueil-Malmaison und Bad Soden am Taunus. Die Original-Mosaike wurden in den Jahren 1986–1989 vom Kitzbüheler Josef Dangl geschaffen.
Als großes heimisches Geldinstitut unterstützt die Sparkasse Kitzbühel jedes Jahr zahlreiche Projekte, Initiativen, Schulen, Vereine und soziale Organisationen in der Region. Diese „Gemeinnützigkeit“ ist auch Teil der Gründungsstatuten der Sparkasse.

## Trivia
Das Musikvideo zum 1985 veröffentlichten Lied Ba-Ba-Banküberfall der österreichischen Musikgruppe Erste Allgemeine Verunsicherung wurde vor und in der Hauptgeschäftsstelle der Sparkasse der Stadt Kitzbühel gedreht.

## Belege
1. 1 2  Abfrage für BLZ 20505. In: SEPA-Zahlungsverkehrs-Verzeichnis der Oesterreichischen Nationalbank (OeNB). (Neuladen des Browsers erforderlich.)
2. ↑  Musikvideo Ba-Ba-Banküberfall von Erste Allgemeine Verunsicherung

Koordinaten: 47° 27′ 13,3″ N, 12° 23′ 21,3″ O